# Duhová vlajka

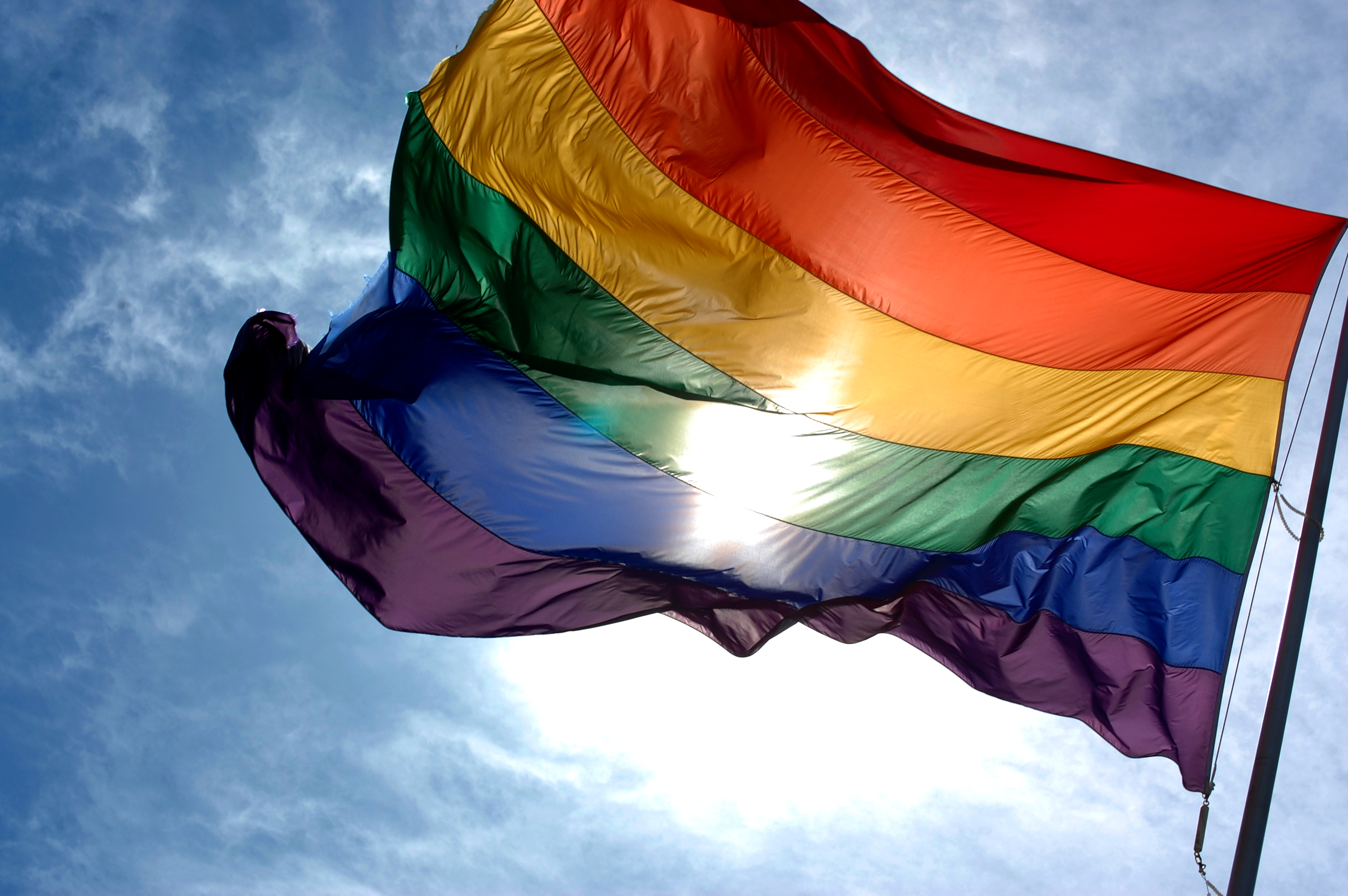
Duhová vlajka

Duhová vlajka je vlajka, na jejímž vlajkovém listu jsou použity barevné pruhy připomínající duhu. Takto barevná vlajka má dlouhou tradici a používala se v mnoha odlišných kulturách. V současnosti existuje množství typů duhových vlajek lišících se počtem pruhů (barev) a jejich řazením.

## Duhová vlajka a pacifismus

Duhová vlajka s italským nápisem „PACE“ – mír

Jednu z forem duhové vlajky využívá v současnosti mezinárodní mírové hnutí. Tzv. Bandiera della Pace (italsky vlajka míru) se v roce 1961 stala symbolem italského pacifistického hnutí. Navrhl ji mírový aktivista Aldo Capitini a poprvé byla použita při pochodu 24. září 1961. V roce 2003 byla hojně použita při protestu proti válce v Iráku, kdy byla v Itálii vyvěšována z oken při akci Pace da tutti i balconi (Mír ze všech balkonů).
V této době se duhová vlajka s nápisem „PACE“ jako protiválečný symbol rozšířila také do dalších evropských států a stala se v Evropě vlajkou užívanou jak odpůrci války v Iráku, tak i odpůrci NATO. Při zasedání NATO ve Štrasburku v roce 2009 byla dokonce tato duhová vlajka ve městě zakázána, což vedlo k protestům.
Duhová vlajka mírových aktivistů se od duhové vlajky gay a lesbického hnutí liší ve třech podstatných bodech:
- Barvy jsou uspořádány v opačném pořadí, tj. odstíny modré jsou umístěny nahoře, červené dole
- Vlajka pacifistů má sedm barev. Obsahuje nejen tmavě modrý, ale navíc i světle modrý pruh. Řazení těchto dvou modrých odstínů bývají odlišná. Po nich následuje fialový pruh, který bývá někdy nahrazen třetím odstínem modré podle toho, jaké barvy zvolil konkrétní výrobce. Nicméně regulérní řazení je světle modrá – tmavomodrá – fialová.
- Na jedné či obou stranách vlajky je nápis „PACE“ (italsky mír), který je často nahrazován slovy „PEACE“, „PAIX“, „SHALOM“ případně jiným slovem znamenající mír v dalších jazycích.

## Duhová vlajka LGBT hnutí
Původní osmibarevná vlajka vytvořená Gilbertem Bakerem (1978)

Vlajka bez růžového pruhu kvůli nedostupnosti materiálu (1978–1979)

Šestibarevná vlajka bez tyrkysového pruhu. Indigový pruh se změnil na královskou modř (1979–současnost)
Od 70. let 20. století je duhová vlajka rovněž univerzálním gay a lesbickým symbolem a postupem doby vytlačila z této pozice jiné symboly. Těmi byly růžový trojúhelník, původně určený pro označení homosexuálů v době Třetí říše, který se v 70. letech 20. století stal především v Evropě symbolem emancipace gayů a leseb. Částečně také symbol lambdy, který byl rozšířený spíše ve střední Evropě, krátce po roce 1989 i v Československu. V 80. a 90. letech 20. století se duhová vlajka na úkor těchto znamení etablovala jako všeobecně známý a přijímaný symbol LGBT hnutí.

### Původ v 70. letech
Duhovou vlajku určenou pro toto hnutí navrhl v roce 1978 v San Franciscu americký umělec Gilbert Baker. Ten v roce 1972 odešel z armády, později se setkal s vlivným gay politikem Harveym Milkem, v 70. letech věnoval výrobě transparentů v protestních průvodech a Milkem byl vyzván k vytvoření symbolu. Podle Bakerova profilu publikovaného v magazínu Gay Area Reporter v roce 1985 „zvolil motiv duhy kvůli jejím asociacím s hnutím hippies z 60. let, uváděl však, že používání tohoto vzoru se datuje až do starověkého Egypta.“ Jednou z možných, avšak nepotvrzených inspirací mohl být Bakerovi také již v roce 1969 pohřeb herečky Judy Garlandové, která byla u gayů velmi oblíbená. Na něm se objevilo několik duhových vlajek jako narážka na její nejslavnější píseň „Over the Rainbow“ („Tam za tou duhou“) z filmu Čaroděj ze země Oz.
První duhové vlajky pro vznikající průvod hrdosti vyráběl tým, v němž byla umělkyně Lynn Segerblom, později též známá jako Faerie Argyle Rainbow. Ta podle vlastních slov připravila originální proces barvení vlajek. Vlajky pro průvod ručně barvilo a sešívalo třináct dobrovolníků.
Duhová vlajka má symbolizovat LGBT hrdost, jakož i současně rozmanitost těchto komunit. Původních osm barev mělo vyjadřovat tyto vlastnosti:
| růžová    |  | sexualita     |
| červená   |  | život         |
| oranžová  |  | zdraví        |
| žlutá     |  | sluneční svit |
| zelená    |  | příroda       |
| tyrkysová |  | magie/umění   |
| indigová  |  | harmonie      |
| fialová   |  | duch          |

V listopadu 1978 byl zavražděn Harvey Milk, veřejně činný gay a člen městské rady San Francisca. Po jeho smrti výrazně vzrostla poptávka po duhových vlajkách. Pro hromadnou výrobu a prodej vlajky se Gilbert Baker obrátil v San Franciscu na společnost Paramount Flag Company, pro niž pracoval. Protože však růžovou barvu, kterou autor na vlajce použil, nebylo možno tehdy průmyslově vyrobit, musela být vlajka zredukována na sedm pruhů. V první výročí Milkovy smrti byl na jeho počest a jako znamení solidarity zorganizován vzpomínkový průvod. Organizátoři se v listopadu 1979 rozhodli v průvodu použít Bakerovu vlajku jako ústřední symbol. Aby mohly být barvy rovnoměrně rozděleny na uličních lampách podél cesty průvodu – tři barvy po každé straně ulice – odstranil organizační výbor z vlajky další pruh (tyrkysový). Návrat k sedmi pruhům již neproběhl a na vlajce zůstalo od té doby jen šest barev.

### Další užití a úpravy designu
V roce 1989 se duhové vlajce dostalo v USA širší federální pozornosti, když John Stout žaloval svoje domácí kvůli tomu, že se mu snažili zakázat vystavování vlajky na balkoně jeho bytu ve West Hollywoodu, a soudní spor vyhrál.

Devítibarevná vlajka Gilberta Bakera z roku 2017

Tvůrce duhové vlajky Gilbert Baker představil v roce 2003 u příležitosti 25. výročí jejího vzniku opět původní osmipruhou verzi a apeloval na návrat k této podobě. V roce 2017, k 39. výročí, vyrobil 39 vlajek s devíti pruhy, když k původním osmi barvám přidal ještě levandulovou, která měla reprezentovat diverzitu. Tu údajně připojil v reakci na zvolení Donalda Trumpa americkým prezidentem. Vlajka se však širšího využití v LGBT komunitě nedočkala.
V červnu 2004, na protest proti odmítnutí australské vlády legalizovat stejnopohlavní manželství, doplula LGBT aktivistická skupina na neobydlené Ostrovy Korálového moře a vyhlásila tam nezávislé území nazvané Gay a lesbické království Ostrovů Korálového moře (Gay and Lesbian Kingdom of the Coral Sea Islands). Duhovou vlajku použili jako oficiální vlajku tohoto království.
Americké Muzeum moderního umění (MoMA) v červnu 2015 zahrnulo duhovou vlajku do svojí sbírky designu. Téhož roku, 26. června, byl v barvách duhové vlajky nasvícen Bílý dům ve Washingtonu jako připomínka uzákonění stejnopohlavních sňatků ve všech 50 státech USA v důsledku rozhodnutí Nejvyššího soudu v případu Obergefell vs. Hodges.
V listopadu 2016 bylo zveřejněno emodži v podobě duhové vlajky, navržené formálně v červnu téhož roku.

## Symbol duhy u ekologických organizací

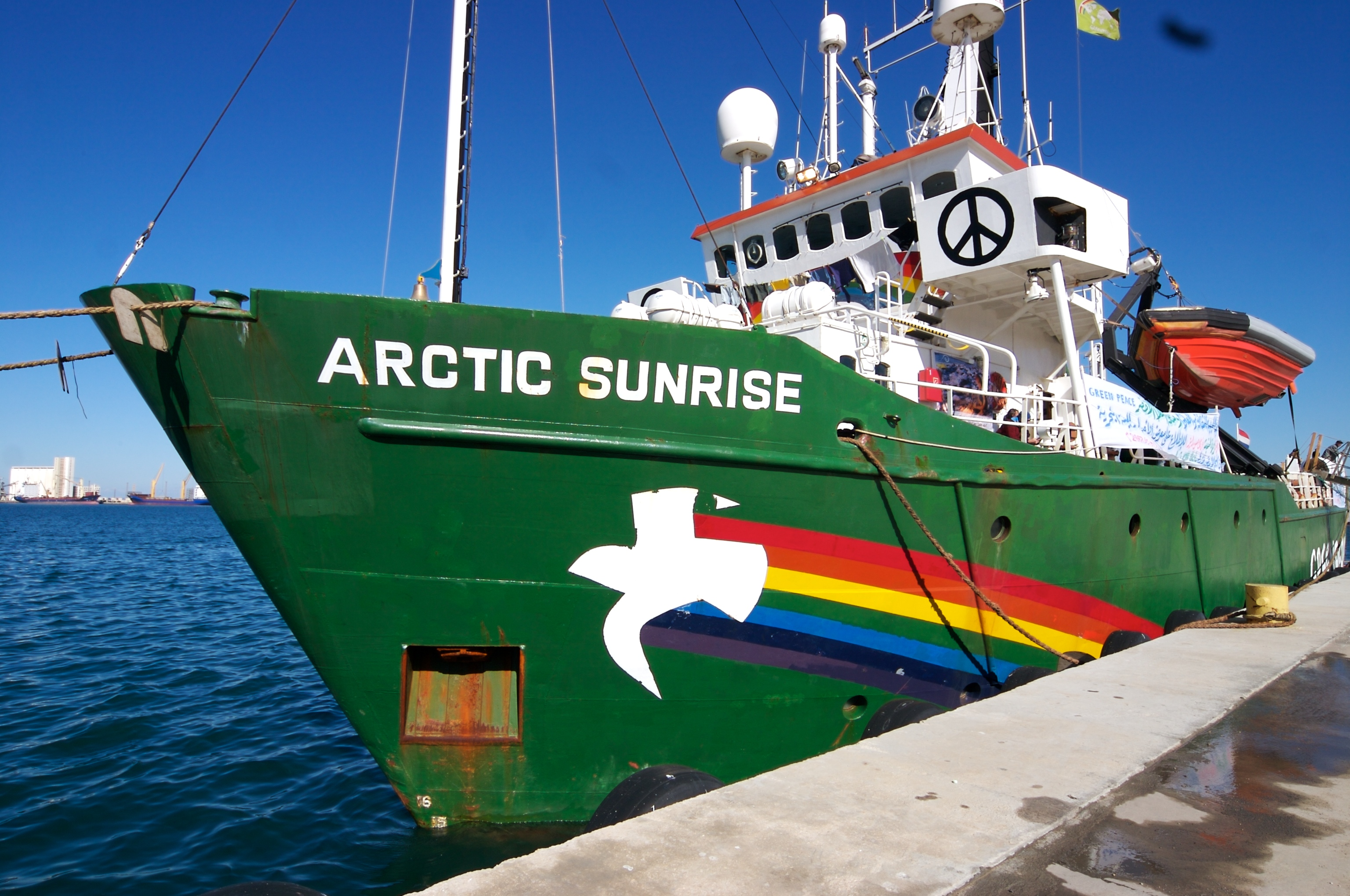
Loď Arctic Sunrise organizace Greenpeace

Také organizace Greenpeace zabývající se ochranou životního prostředí používá symbol duhy, obvykle ve formě pětibarevného duhového oblouku na (převážně) bílém podkladu. Také její lodě nesou tento symbol, loď Rainbow Warrior má duhu i v názvu.
Naopak česká nevládní ekologická organizace Hnutí DUHA od symbolu duhy ve svém logu upustila a od roku 2000 používá zelený kruh po vzoru světové federace ekologických organizací Přátelé Země.

## Další užití duhové vlajky

### Německá selská válka
Duhová vlajka se objevila již během Německé selské války (1524–1526) a její užití je spojováno s reformátorem a vůdcem sedláků Thomasem Müntzerem. Je proto často zobrazován, tak jako na pomníku v jeho rodném Stolbergu, s duhovou vlajkou v ruce.

Vlajka Mauricia

### Říše Inků a město Cuzco
Barvy duhy se vyskytovaly rovněž na vlajce Incké říše. Dodnes duhovou vlajku používá region Inka a jeho hlavní město Cuzco v Peru. Vlajka se skládá ze sedmi pruhů (barev), tedy ze stejného počtu jako má vlajka mírového hnutí, ovšem řazení barev je odlišné a podobá se naopak vlajce LGBT hnutí, která má ale pouze šest pruhů.

### Židovská autonomní oblast v Rusku
Židovská autonomní oblast na jihovýchodě Ruska poblíž čínských hranic používá jako vlajku též upravenou formu duhové vlajky. Tvoří ji sedm úzkých pruhů umístěných uprostřed vlajkového listu na bílém podkladě. Řazení barev je obdobné jako u vlajky LGBT hnutí, pouze je navíc světle modrá barva.

### Mezinárodní aliance hospodářských družstev
Totožný počet i řazení barev, avšak přes celý list vlajky si pro svou vlajku v roce 1925 zvolila mezinárodní organizace International Co-operative Alliance (ICA), která sdružuje hospodářská družstva v mnoha zemích světa. Svaz si vybral a používá duhu jako symbol spolupráce a jednoty. V roce 2001 se ICA rozhodla změnit svou vlajku pro snadnou záměnu s jinými duhovými vlajkami. Nyní používá na bílé vlajce stylizovanou holubici míru v barvě duhy doplněnou zkratkou svého názvu.